# فيليب لاكوت
فيليب لاكوت (بالفرنسية: Philippe Lacôte)‏، هُو مُخرج سينمائي إيفواري. عُرف فيليب بشكل كبير بفضل فيلم ران الذي أخرجه وصدر سنة 2014، بحيث رُشح هذا الفيلم للتنافس على نيل جائزة أفضل فيلم باللغة الفرنسية في النسخة 20 من حفل توزيع جوائز لوميير، وأيضا بفضل فيلمه ليلة الملوك الذي صدر سنة 2020، والذي حاز جائزة (بالإنجليزية: Amplify Voices Award)‏ خلال نسخة 2020 من مهرجان تورونتو السينمائي الدولي.
اختير الفيلمان ليكونا الترشيح الرسمي لدولة ساحل العاج للتنافس على نيل جائزة أفضل فيلم دولي طويل، بحيث رُشح فيلم ران خلال نُسخة سنة 2016، بينما رٌشح فيلم ليلة الملوك خلال نُسخة سنة 2021.

## الجوائز والترشيحات
في 2021، اختير فيليب ضمن لجنة التحكيم الخاصة بفئة الأفلام الدولية خلال النسخة 74 من مهرجان لوكارنو السينمائي، والتي نُظمت خلال الفترة من 4 إلى 14 أغسطس.

## وصلات خارجية
- فيليب لاكوت على موقع IMDb (الإنجليزية)
- فيليب لاكوت على موقع ألو سيني (الفرنسية)
- فيليب لاكوت على موقع أول موفي (الإنجليزية)
- فيليب لاكوت على موقع قاعدة بيانات الفيلم (الإنجليزية)
- فيليب لاكوت على موقع كينوبويسك (الروسية)